# President Roxas, Capiz
President Roxas là một đô thị hạng 4 ở tỉnh Capiz, Philippines. Theo điều tra dân số năm 2000 của Philipin, đô thị này có dân số 27.531 người trong 5.119 hộ. 

## Các đơn vị hành chính
President Roxas được chia thành 22 barangay.
| - Aranguel - Badiangon - Bayuyan - Cabugcabug - Carmencita - Cubay - Culilang - Goce - Hanglid - Ibaca - Madulano | - Manoling - Marita - Pandan - Pantalan - Pinamihagan - Poblacion - Pondol - Quiajo - Sangkal - Santo Niño - Vizcaya |